# Уму Сангаре
Уму Сангаре (бамана Oumou Sangaré; род. 12 февраля 1968, Бамако) — малийский музыкант, певица и автор песен, исполняющая в жанре «васулу», основанном на вокально-инструментальных традициях сельских районов в южной части Мали, поёт на языках бамбара и wassoulounké; борец за права женщин в Западной Африке. Начала петь с ранних лет, вдохновившись музыкальной деятельностью матери, переселившейся в Бамако из малийского региона Вассулу. Получила известность после выпуска своего первого альбома Moussoulou в 1990 году. Официальный посол Продовольственной и сельскохозяйственной организацией ООН. Командор ордена искусств и литературы (1998, Франция). Лауреат премии Рольфа Шока (2024).

## Биография
Родилась 25 февраля 1968 года в Бамако, столице Мали. Когда Уму было два года, отец оставил семью, её и её беременную мать, и вступил в брак с другой женщиной. Уму приходилось продавать воду в пакетах, чтобы выживать. Мать переселилась в столицу из малийского региона Вассулу, в котором в исполнении традиционной музыки активную роль играли женщины. Её частые выступления в качестве певицы на свадьбах, крестинах и других мероприятиях нередко сопровождала Уму, что с ранних лет вдохновляло её на музыкальную деятельность, в особенности — певческую; с пяти лет начала петь вместе с матерью. Уже будучи подростком певица получила признание среди местного населения. В тринадцатилетнем возрасте стала выступать на мероприятиях самостоятельно. В 1985 году, во время того, как она пела на улице, на неё обратил внимание директор Малийского инструментального ансамбля Ламине Сидибе, который вскоре уговорил её присоединиться к его группе. В 16-летнем возрасте присоединилась к музыкальной группе Djoliba Percussions в качестве вокалистки; непродолжительное время группа гастролировала по Европе.
После окончания тура Уму Сангаре принялась за работу над своим первым музыкальным альбомом; музыка писалась на основе популярного музыкального жанра «васулу», созданного и развивавшегося бамакоской общиной мигрантов из одноимённого малийского региона. Во второй половине 1980-х годов сотрудничала с малийским известным антрепренёром Амадоу Ба Гуиндо, который спродюсировал её первый альбом. При работе над альбомом использовались такие музыкальные инструменты, как камеле нгони, шестиструнная арфа, скребок, электрогитара и бас, скрипкой была заменена традиционная смычковая лютня; для музыкального сопровождения сольного пения Сангаре наняла женский хор. В 1989 или 1990 году она выпустила свой дебютный альбом под названием Moussoulou (с бам. — «Женщины»), который быстро обрёл популярность, за неделю было продано более 100 000 кассет; в альбоме затрагивались такие табуированные темы, как полигамия, брак по договорённости и тяжёлое положение женщин в западноафриканском обществе. Вскоре после выхода альбома, в 1991 году подписала контракт со звукозаписывающей компанией World Circuit. На национальном уровне альбом разошёлся тиражом 250 000 копий; вскоре был распространён уже на международном уровне; благодаря альбому Уму обрела популярность по всей Западной Африке. В 1991 году Амадоу Ба Гуиндо погиб в автокатастрофе; в честь него Уму написала песню «Saa Magni». В 1993 году выпустила альбом Ko Sira, начиная с которого решила расширить спектр музыкальных жанров, больше опираясь на рок, фанк и соул, но при этом сохранила африканский колорит; в альбоме 1996 года Worotan были использованы такие же духовные аранжировки, что присущи жанру соул, под руководством американского саксофониста Пи Ви Эллиса. В обоих альбомах также затрагивались острые социальные проблемы, касавшиеся женщин.
После середины 1990-х годов новые музыкальные записи стали выпускаться сравнительно реже. В 1998 году была удостоена французского ордена Искусств и литературы. В 2004 году был выпущен лишь ретроспективный сборник песен Oumou. В 2009 году Сангаре выпустила альбом Seya, который был номинирован на премию «Грэмми» 2009 года. В 2010 году участвовала в записи сингла, ремейка песни Джона Леннона «Imagine» для альбома джазового музыканта Херби Хэнкока The Imagine Project; сингл получил премию «Грэмми» за лучшее совместное вокальное поп-исполнение. В 2017 году выпустила альбом Mogoya. В 2020 году выпустила альбом Acoustic, в который вошли новые версии песен предыдущего альбома. В 2022 году сыграла одну из главных ролей во французском фильме «Хава», что стало первой актёрской работой в её карьере. В 2024 году была удостоена премии Рольфа Шока в категории «музыкальных искусств» за «новаторское музыкальное творчество, уходящее корнями в древние традиции».

## Личная жизнь
Имеет собственную автомобильную компанию; занимается гостиничным бизнесом, инвестициями в сельское хозяйство. Основала малийскую версию телевизионного шоу талантов.

## Общественная деятельность
Сотрудничала с различными гуманитарными организациями, в том числе с Продовольственной и сельскохозяйственной организацией ООН, служила официальным послом организации. Борется за права женщин, противник браков по договорённости, детских браков, полигамии, сексуального рабства и женского обрезания.

## Музыкальный стиль
Известная как «Певчая птица васулу» (англ. the Songbird of Wassoulou), исполняет песни на языках бамбара и wassoulounké в музыкальном жанре «васулу», основанном на вокально-инструментальных традициях сельских районов в южной части Мали, в регионе Вассулу; мать-певица, родом из этих мест, вдохновляла Уму с ранних лет жизни. Главной особенностью являются модальные мелодии и динамичные ритмы «три на два»; песни построены вокруг скачущих звуков, создаваемых инструментом камеле нгони; также используются джембе и калабаш для перкуссии. Некоторая часть ритма создаётся при помощи чашеобразных погремушек-калабашей, подбрасываемые вверх Уму и её бэк-вокалисткой.

## Дискография

### Альбомы
- Moussolou (1990)
- Ko Sira[англ.] (1993)
- Worotan (1996)
- Oumou (2003)
- Seya (2009)
- Kounadia (2012)
- Mogoya[англ.] (2017)
- Acoustic (2020)
- Timbuktu (2022)

## Награды
- Командор национального ордена Мали (2015).
- командор ордена искусств и литературы (1998, Франция)[4].
- Международный музыкальный совет — международный музыкальный приз ЮНЕСКО (2001, категория исполнителей, совместно присуждена Гидон Кремеру)[15] за вклад в «обогащение и развитие музыки, а также а также для дела мира, для взаимопонимания между народами и международного сотрудничества».
- в 2010 году альбом Seya был номинирован на премию «Грэмми» за лучший альбом современного уорлд-мьюзик[англ.][источник не указан 68 дней].
- в 2011 году Уму Сангаре выиграла премию «Грэмми» за лучшее совместное вокальное поп-исполнение с Херби Хэнкоком за ремейк песни Джона Леннона «Imagine» для альбома The Imagine Project[16][нет в источнике].
- премия Рольфа Шока (2024)[11].